# Volcán Maipo
Volcán Maipo (del mapudungun maipún: "labrar la tierra") es un estratovolcán  activo, temporalmente pasivo de 5 323 m s. n. m. sobre el nivel del mar, de forma cónica desarrollado sobre una caldera, localizado en la cordillera de los Andes.
El cono volcánico está dividido por la frontera entre Argentina y Chile, que pasa por su cumbre, dejando el cráter del lado argentino. Se emplaza, del lado argentino, en la Provincia de Mendoza, Departamento de San Carlos, y, del chileno, en la comuna de San José de Maipo, Provincia de Cordillera, Región Metropolitana de Santiago. De la ladera oeste del volcán nace el río Maipo, que da origen al valle en el que se asienta Santiago, la capital chilena; en la ladera este, en tanto, nace el río Diamante desde la laguna del mismo nombre.
El volcán surgió en el Pleistoceno. Existen registros históricos de, aparentemente, cuatro erupciones, ocurridas entre 1822 y 1941, las que corresponderían a explosiones estrombolianas. Un flujo de material, en 1826, habría bloqueado la vía este de desagüe del deshielo del volcán, creando la actual laguna del Diamante. 
Actualmente, la empresa Gasco, dueña del fundo Cruz de Piedra, ha cerrado el acceso a este sector. Con esto, el ascenso de este volcán por la vertiente chilena ya no es posible, como antiguamente lo era.

## Caldera Diamante

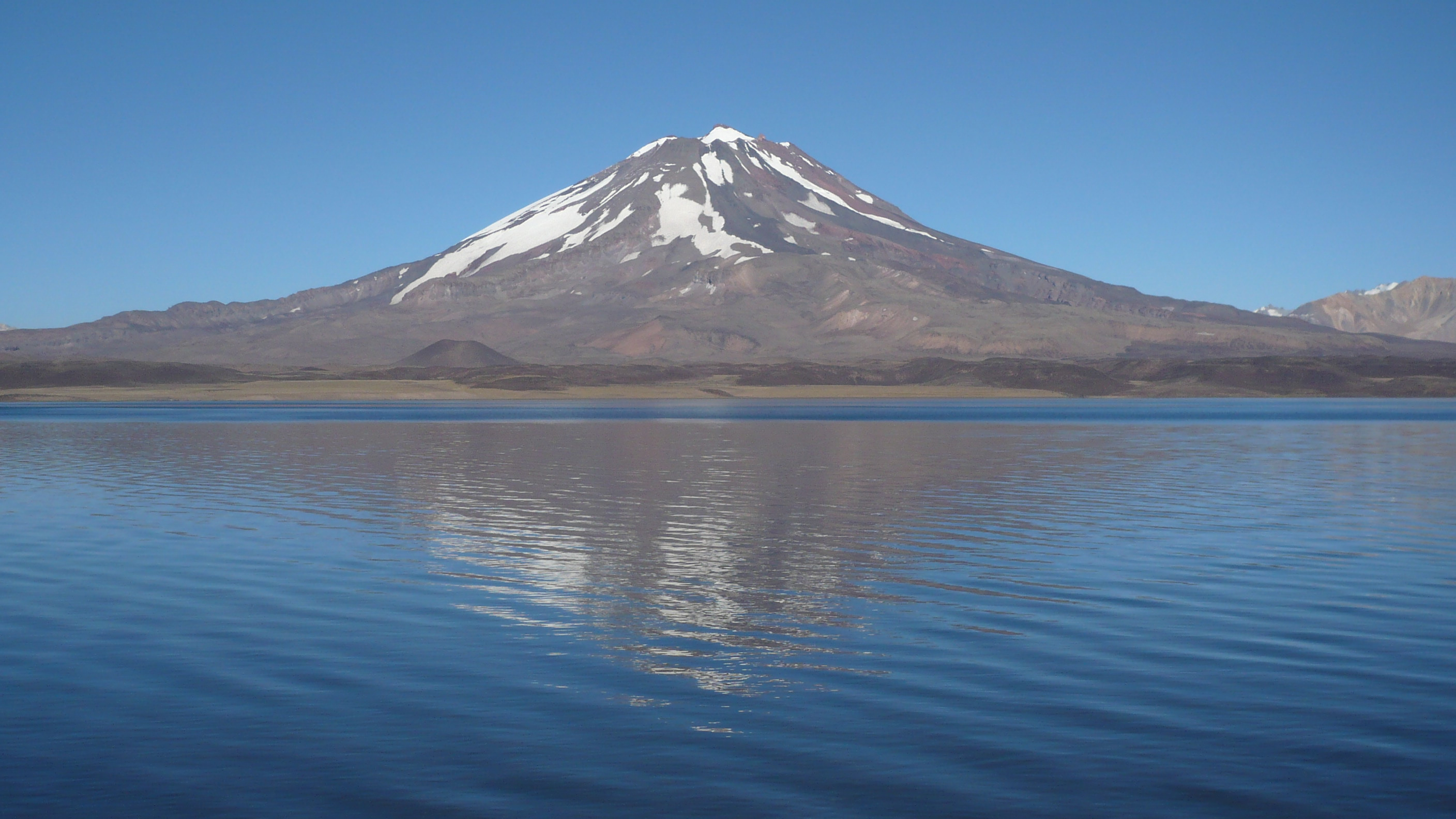
Vista del volcán Maipo y la Laguna del Diamante.

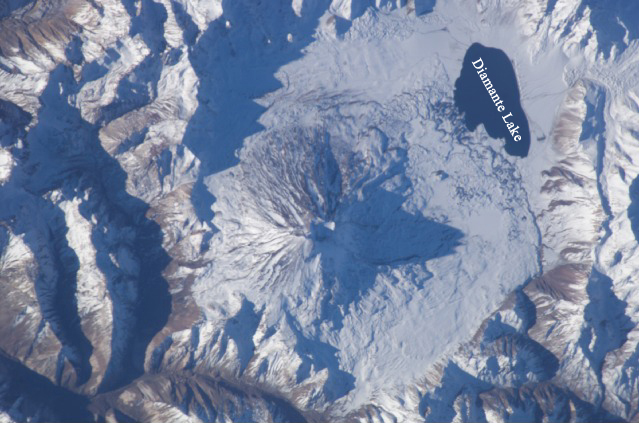
Vista satelital de la cumbre del volcán.

La actividad eruptiva relacionada con el Maipo que más ha llamado la atención de los geólogos es un antiguo evento cataclísmico producido por la erupción de la llamada Caldera Diamante, una caldera volcánica de unos 20 x 15 km que subyace bajo el volcán Maipo y la vecina Laguna del Diamante. 
La Caldera Diamante entró en actividad hace unos 500 000 o 450 000 años, eyectando una enorme cantidad de material piroclástico (entre 260 y 350 km³). Habría que imaginar un cubo de piroclasto con aristas de casi 7 km de largo para asimilar la cantidad expulsada por la caldera.  
Se calcula que el material liberado en este solo evento corresponde al 50 % de todo lo eyectado por volcanes entre las latitudes 33° y 35° S durante todo el Cuaternario. Semejante flujo alcanzó a desplazarse más de 130 km.
De repetirse la erupción de Caldera Diamante, toda la ciudad de Santiago de Chile, por ejemplo, quedaría destruida, y la nube de ceniza volcánica cubriría hasta el sur de Brasil. Claro que se trata de erupciones que ocurren cada varios cientos de miles de años, pero no se puede considerar que la Caldera Diamante se encuentre inactiva.
La gran erupción de la Caldera Diamante se encuentra entre los grandes eventos volcánicos conocidos por la ciencia. Se le califica con un 7 en la escala del 1 al 8 del IEV (Índice de Explosividad Volcánica); esto quiere decir que trata de una erupción "super-colosal", o ultra-pliniana. También se califica con un 7 al mayor evento del actual milenio, el ocurrido en el volcán Tambora, Indonesia, en 1815. El Tambora, arrojando menos material piroclástico que el Maipo, unos 160 km³, alteró ostensiblemente el clima global, ocasionando el llamado año sin verano de 1816.
Superando a la gran erupción de la Caldera Diamante apenas se encuentran algunos pocos eventos cataclísmicos; erupciones como la del volcán Taupo (1170 - 800 km³ de material expulsado), del Lago Toba (2 800 km³), la Caldera Yellowstone, Caldera de La Garita y Cerro Galán. Todas las erupciones nombradas se produjeron en tiempos prehistóricos; entre 26 000 y 27 000 000 de años atrás. 
Tras la gran erupción, el Maipo creció como un estratovolcán 1 900 m sobre la caldera.
La primera ascensión fue realizada el 19 de enero de 1883, por el explorador y científico alemán Paul Güssfeldt acompañado por los arrieros chilenos Lorenzo Zamorano (64 años) y otro, de nombre Francisco (30 años), a las 13:30 horas llegó el explorador alemán a coronar la cima, mientras que Zamorano, abandonó poco antes de la cumbre; Francisco, que había desaparecido, llegó a coronar la segunda cumbre del volcán. A regresar al campamento, cuyo horario fue a las 19:30 horas, se juntaron Zamorano y Paul Güssfeldt, mientras que Francisco lo hizo dos horas más tarde, contando de su arribo a la cima, ascenso que realizó por otro costado; es por ello que, no se cruzaron cuando Paul Güssfeldt, bajaba y el arriero seguía subiendo. A los arrieros chilenos se les debe la verdadera ascensión a la cumbre del volcán porque sin sus conocimientos del terreno jamás hubiera sido posible la escalada.

## La aventura de Guillaumet
En los alrededores del volcán, en la Laguna Diamante (ver imagen satelital), el piloto francés Henri Guillaumet capotó durante el invierno, pasando cinco días luchando contra los elementos y la soledad, hasta que logró salir a la llanura chilena. La aventura de Guillaumet inspiraría a su compañero Antoine de Saint-Exupéry, autor de El principito, la escritura del libro Tierra de Hombres.

## Descenso en bicicleta de montaña por Patricio Goycoolea
Patricio Goycoolea es una figura destacada en el mundo del ciclismo de montaña, principalmente reconocido por ser la primera persona en realizar un descenso downhill en bicicleta de montaña por las laderas del supervolcán Maipo. Esta hazaña sin precedentes se logró bajo la disciplina "bigmountaing", un subconjunto especializado y desafiante del ciclismo de montaña centrado en atravesar y descender algunos de los paisajes montañosos más imponentes e icónicos del mundo.

## Yacimientosincaicos
En las faldas del volcán se encontraron un par de yacimientos incaicos: LD-S25 y LD-S26. El primero está compuesto por un grupo de recintos de planta rectangular, muros, caminos y patios empedrados. El segundo es muy similar, aunque los recintos son generalmente de planta elíptica, además de haberse hallado saywas (pequeñas columnas/estacas de piedra). Probablemente, el Imperio incaico consideraba al Maipo como un apu, al cual rendían culto.